# Ховк-1
Ховк-1 (англ. Hovk-1) —  пещера, располагающаяся в высокогорной местности в 2040 м над уровнем моря на Иджеванском хребте Армении. Является предметом исследования археологов, предоставляя возможность изучения и более точной датировки человеческого присутствия в этом регионе в период среднего палеолита. 

## Исследование
Анализ показывает, что гоминины заселяли пещеру Ховк-1 во время более мягких климатических фаз последнего межледниковья в sensu lato (MIS 5d-c) и последнего ледникового периода (поздний MIS 4/ранний MIS 3), когда территория вокруг пещеры представляла собой открытую луговую среду. Стратиграфические единицы с заметными следами обитания гомининов (единицы 4, 5 и 8) контрастируют с другими отсутствием фауны пещерных медведей и предполагают обратную корреляцию между фазами обитания человека и пещерных медведей в Ховк-1. Предполагается, что группы людей посещали этот регион, чтобы охотиться на определенные виды добычи, которые преобладали в этой среде обитания (например, безоаровый козёл). Однако сообщества крупных млекопитающих из Ховк-1 не дают чёткого антропогенного сигнала и, следовательно, подчеркивают сложность разделения естественных и культурных процессов формирования.
Хронометрические данные, взятые вместе с предварительной палеоэкологической реконструкцией пещеры Ховк-1 и окружающей среды, предполагают, что фазы активности представляют собой кратковременное и сезонное использование пещеры, предположительно, небольшими группами охотников во время эпизодов мягкого климата. 